# Groton (Massachusetts)
Pour les articles homonymes, voir Groton.
Groton est une municipalité du comté de Middlesex, dans l’État du Massachusetts, fondée en 1655. Sa population s’élevait à 10 646 habitants lors du recensement de 2010.
Cette ville historique a été un champ de bataille pendant la guerre du Roi Philip et la deuxième guerre intercoloniale, a vécu des insurrections durant la Révolte de Shays, et a été le lieu de naissance de William Prescott, le commandant responsable des forces coloniales lors de la bataille de Bunker Hill.

## Histoire
La région entourant l'actuelle Groton a été, pendant des milliers d'années, le territoire de plusieurs peuples indigènes installés le long des rivières. Parmi ces tribus se trouvaient les Nipmucs et les Nashaways de langue algonquienne. Ceux-ci nommèrent la région Petapawag, ou « terre marécageuse ».
Les origines de la ville peuvent être tracés au poste de traite du commerçant John Tinker, situé près de l'embouchure de la rivière Nod Brook. D'autres familles se sont installés sur place un peu plus tard, ayant trouvé la région productive pour la pêche et l'agriculture.
La ville est officiellement établie et 1655 et nommée The Plantation of Groton, territoire aujourd'hui occupé par les villes de Groton et d'Ayer, ainsi que grandes parties de Pepperell, Shirley, Dunstable, Littleton et Tyngsborough. L'étendue de la ville couvrait aussi quelques parcelles de Harvard et Westford dans le Massachusetts, et de Nashua et Hollis dans le New Hampshire.
En 1676, pendant la guerre du Roi Philip, la ville est attaquée et ses bâtiments brûlés par la population indigène. Les survivants se déplacent à Concord. Groton fut reconstruite deux ans après.
Le 27 juin 1694, la ville est attaquée à nouveau, cette fois-ci par les Abénaquis, pendant la première guerre intercoloniale.

## Origine du nom
Le nom de la municipalité provient de Groton dans le Suffolk en Angleterre.

## Éducation
- Lawrence Academy, école préparatoire privée fondée en 1793 par Samuel Lawrence.
- Groton School, école privée épiscopalienne fondée en 1884[3].

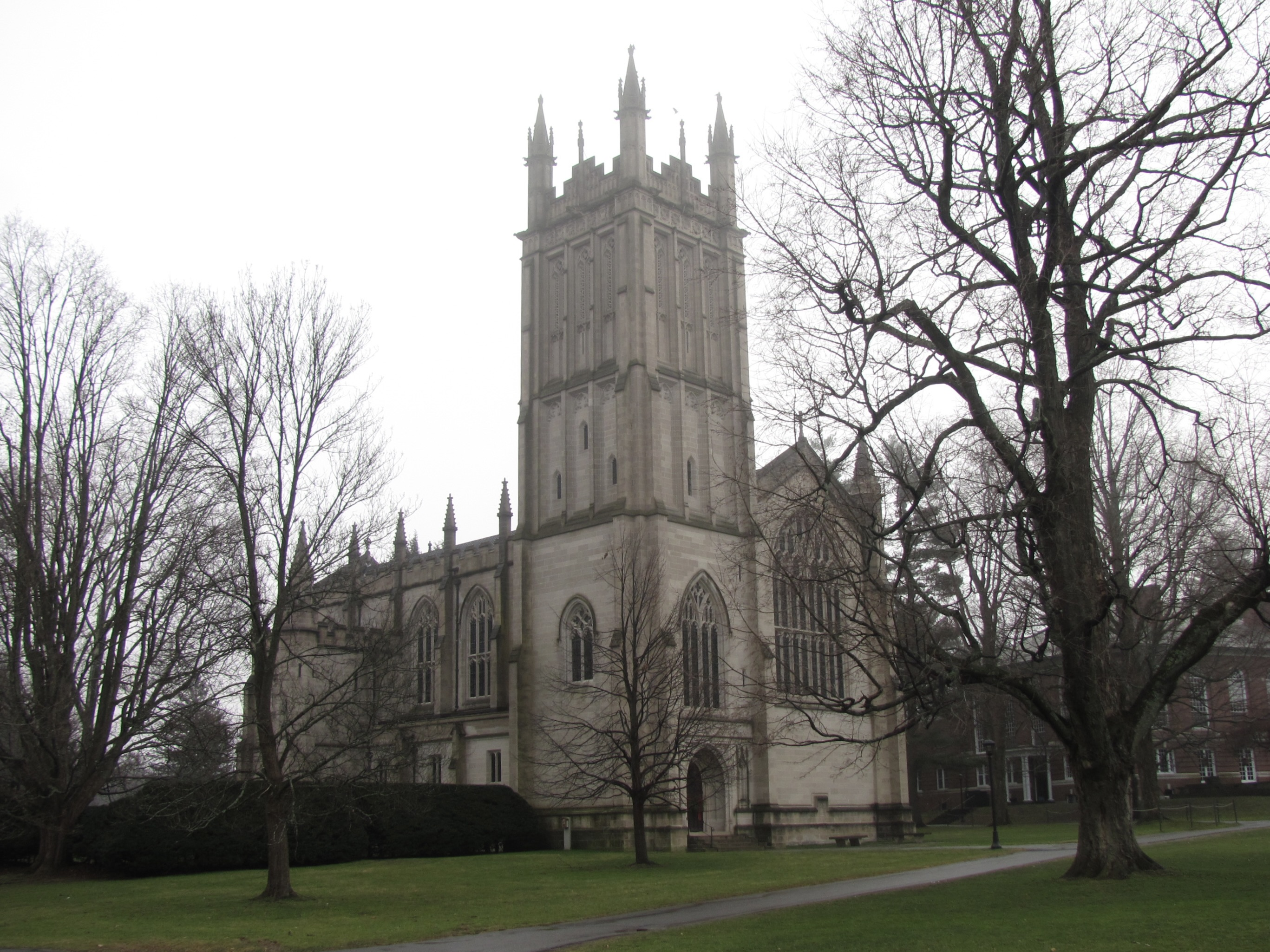
La Groton School

## Personnalités
- Lydia Longley, religieuse de la Congrégation de Notre-Dame de Montréal, y naît en 1674.
- William Prescott, colonel de l'armée continentale durant la Guerre d'indépendance des États-Unis, y naît en 1726.
- Shelley Olds, coureuse cycliste, y naît en 1980.

## Cinéma
Les extérieurs du film Un petit cercle d'amis (A Small Circle of Friends) furent tournés à Groton.

## Localisation
| Townsend | Pepperell | Dunstable Tyngsborough |
| Shirley  | Groton    | Westford               |
| Shirley  | Ayer      | Littleton              |